# Port de mer avec l'embarquement de sainte Ursule
Port de mer avec l'embarquement de sainte Ursule est une peinture à l'huile sur toile  réalisée en 1641 par le peintre français Claude Gellée dit Le Lorrain ou simplement Claude. L'œuvre, qui mesure 113 × 149 cm, est signée et datée par l'artiste. Elle est conservée depuis 1824 à la National Gallery de Londres (salle 29, numéro d’inventaire NG30).

## Historique de l'œuvre

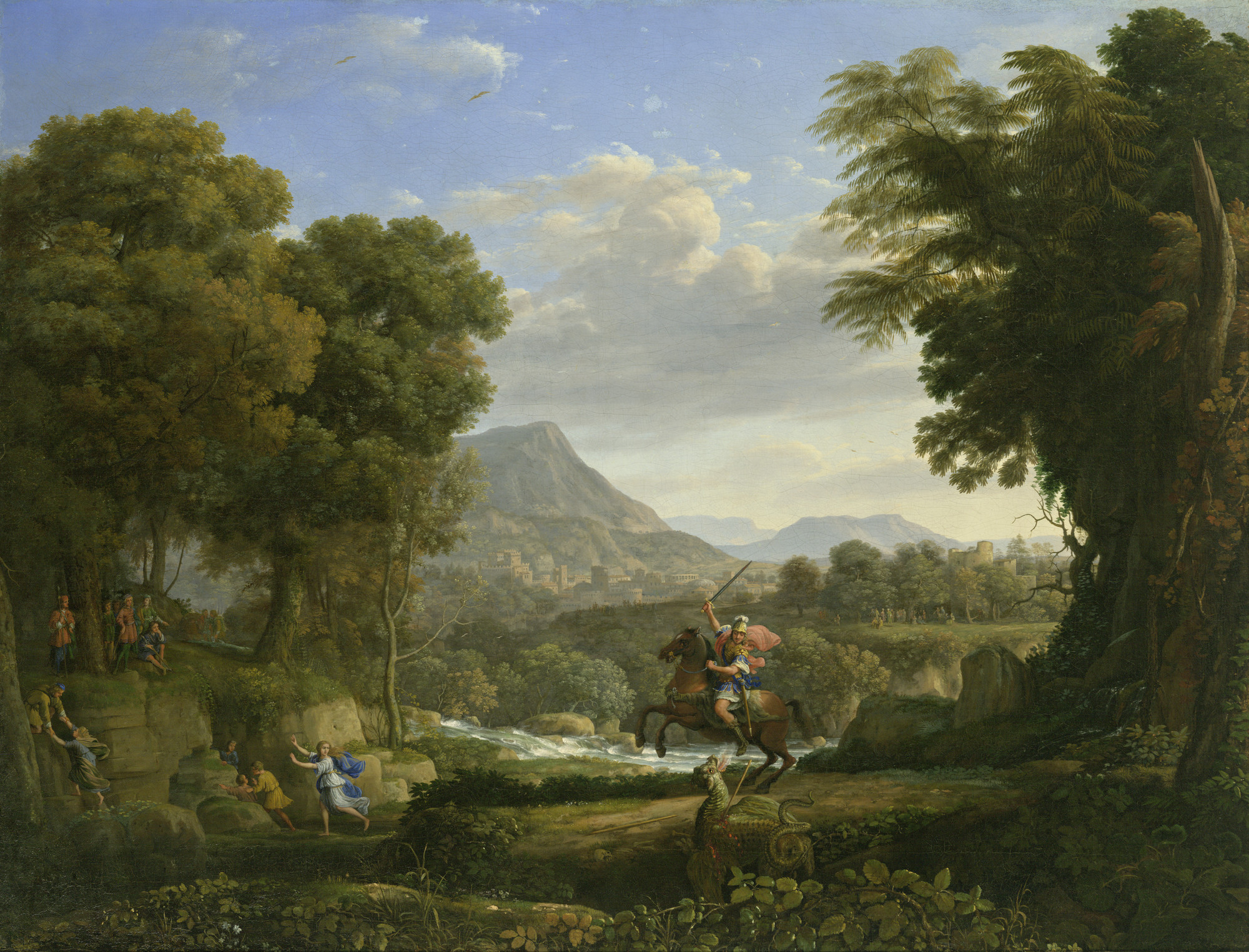
Son pendant, Paysage avec saint Georges et le dragon, Wadsworth Atheneum.

L'œuvre est réalisée pour le prélat Fausto Poli  (1581-1653), intendant pontifical de 1629 à 1643, qui est nommé cardinal en 1643 par le pape Urbain VIII. À sa mort, elle passe à Antonio Barberini, neveu du pape Urbain et aussi cardinal. Elle est la propriété de la famille Barberini jusqu’en 1760, où elle est achetée par Lock et emmené au Royaume-Uni. Par la suite, elle appartient à Van Heythusen (1781), Noël Joseph Desenfans (1786) et Moore Slade, jusqu’à ce qu’elle passe dans la collection Angerstein en 1803. En 1824, elle rejoint la National Gallery, qui l'acquiert avec la collection de John Julius Angerstein.
Elle forme un pendant avec Paysage avec saint Georges et le dragon (1643, Wadsworth Atheneum, Hartford (Connecticut)).
Elle porte le numéro 54 dans le Liber Veritatis, le cahier de dessins où Claude notait toutes ses œuvres pour éviter les contrefaçons. Au verso du dessin figure l’inscription « Quadro faict pour Lemmo Cardinale poli sy ritrova del Lemmo Cardinale Barberino ». 
Plusieurs dessins préparatoires sont conservés : un du paysage au British Museum de Londres, un de l’architecture dans la collection Witt à Londres et un des figures également au British Museum.  

## Sujet
Le thème représenté est l’embarquement de sainte Ursule de Cologne à Rome. Ursule était une princesse britannique qui se rendit à Rome avec onze autres vierges, portées légendairement à 11 000 vierges à l’époque médiévale ; sur le chemin du retour, en 451, elles furent martyrisées par les Huns d’Attila à Cologne. 

## Description et analyse

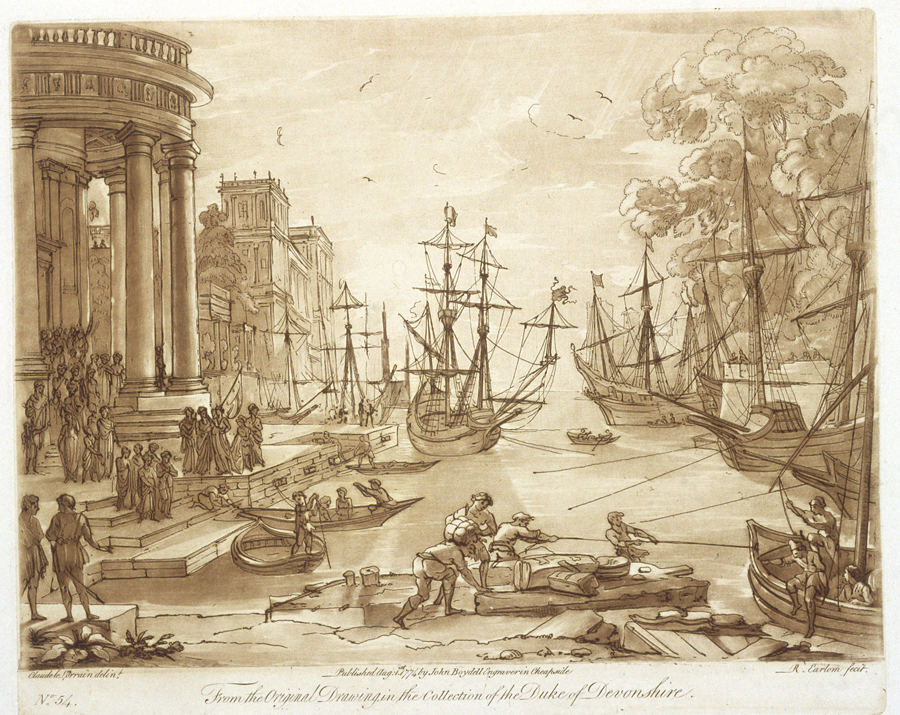
Dessin no 54 du Liber Veritatis.

Claude Lorrain est un peintre français établi en Italie. Appartenant à la période de l’art baroque, il s’inscrit dans le courant dit du classicisme français, dans lequel il excelle dans la peinture de paysage. Dans son œuvre, il reflète un nouveau concept dans l’élaboration du paysage en se basant sur des références classiques, le « paysage idéal », qui met en évidence une conception idéale de la nature et du monde intérieur de l’artiste. Cette façon de traiter le paysage lui donne un caractère plus élaboré et intellectuel et devient l’objet principal de sa création, de la mise en forme de sa conception du monde, de l’interprète de sa poésie, qui évoque un espace idéal et parfait.
Ce paysage appartient à sa période de maturité. À cette époque, Claude est l’un des plus célèbres peintre de paysages d’Europe, honoré par des souverains comme Urbain VIII et Philippe IV. Dans les années 1640, il est influencé par Raphaël à travers les gravures de Marcantonio Raimondi, en particulier dans les figures, ainsi que par Annibale Carracci et Le Dominiquin, comme le montrent des œuvres comme Paysage avec saint Georges et le dragon (1643), Paysage avec Apollon et Mercure (1645) et Paysage avec Agar et l’ange (1646). 
La scène montre un port à l’aube, un des sujets préférés de Claude. Dans la partie inférieure du tableau, plusieurs figures de marins et de marchands sont sur la plage, occupés à leurs travaux ou en train de converser entre eux ; sur le côté droit, un marin amarre une barque, dont un autre descend. Sainte Ursule se trouve en arrière-plan sur la gauche, couronnée d’une bannière blanche avec une croix rouge, accompagnée d’un cortège de vierges avec des arcs et des flèches - symbole de leur martyre -, qui descendent des escaliers pour embarquer sur les barques qui attendent au port. Elles proviennent d’un temple qui occupe toute la hauteur du côté gauche du tableau, inspiré par le  Tempietto de San Pietro in Montorio à Rome de Bramante.
Plusieurs autres bâtiments se succèdent, dont l’un a une certaine ressemblance avec la Villa Médicis, déjà utilisée par Claude dans plusieurs de ses œuvres, comme Port de mer avec villa Médicis (1637, musée des Offices, Florence) et Port de mer au soleil couchant (1639, musée du Louvre, Paris). Sur le côté gauche apparaissent plusieurs bateaux et de grands arbres et, au fond, une forteresse, probablement pour la défense du port. Au centre du tableau se trouve un autre bateau, derrière lequel la lumière du soleil levant illumine d’une lueur dorée un ciel bleu limpide. 
Certains détails de la composition rappellent Le Port d'Ostie avec l'embarquement de sainte Paule (1639, musée du Prado, Madrid).  